# Toén (parroquia)
Toén (llamada oficialmente Santa María de Toén) es una parroquia y un lugar del municipio español de Toén, en la provincia de Orense, Galicia.

## Historia
Hacia mediados del siglo XIX, la parroquia, ya por entonces perteneciente al municipio del mismo nombre, tenía contabilizada una población de medio millar de habitantes. Aparece descrita en el decimocuarto volumen del Diccionario geográfico-estadístico-histórico de España y sus posesiones de Ultramar de Pascual Madoz con las siguientes palabras:

TOEN (Sta Maria): felig. capl del ayunt. del mismo nombre en la prov., part. jud. y dióc. de Orense (1 1/2 leg.). al SO. de dicha c., con libre ventilacion, y clima sano. Tiene mas de 120 casas en el l. de su nombre y en los de Fondon, Fuente-Larelle, Gradeira, Larelle y Verea; hay escuela de primeras letras frecuentada por 58 niños y dotada con 826 rs. anuales del fondo municipal. La igl. parr. (Sta. Maria) se halla servida por un cura de segundo ascenso, y provision ordinaria; tambien hay una ermita propia del vecindario. Confina N. Alongos; E. San Pedro de Moreiras; S. Castro de Trelle, y O. Puga. El terreno es de buena calidad. prod.: centeno, maiz, trigo, castañas, vino inferior y pastos; y se cria gandao vacuno, de cerda y lanar. pobl.: 124 vec., 500 alm. contr.: con las demas felig. que componen el ayunt. (V.).
(Madoz, 1849, pp. 770-771)

En 2023, la parroquia tenía empadronados 420 habitantes.

## Organización territorial
La parroquia está formada por nueve entidades de población, constando cinco de ellas en el nomenclátor del Instituto Nacional de Estadística español:
- A Gradeira
- A Reitoral
- Fonte-Larelle (Fonte Larelle)
- Larelle
- O Campo
- O Fondón
- O Vilar
- Ribadela
- Toén

## Demografía

### Parroquia
| Gráfica de evolución demográfica de Toén (parroquia) entre 2000 y 2023 |
|                                                                        |
| Datos según el nomenclátor publicado por el INE.                       |

### Lugar
| Gráfica de evolución demográfica de Toén (lugar) entre 2000 y 2023 |
|                                                                    |
| Datos según el nomenclátor publicado por el INE.                   |